# Aleksander Wielopolski

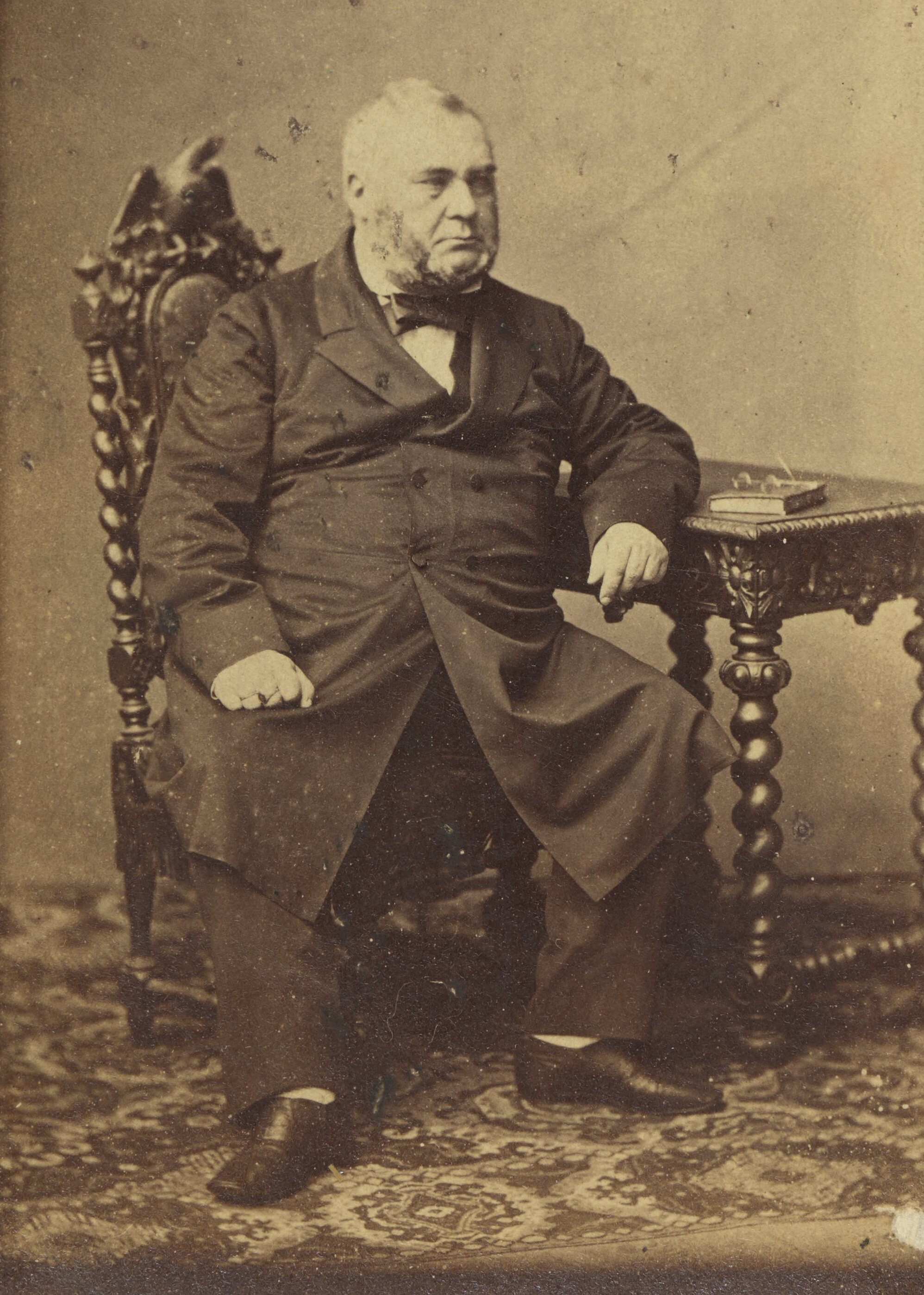
Aleksander Graf Wielopolski

Aleksander Graf Wielopolski (* 13. März 1803 in Sędziejowice; † 30. Dezember 1877 in Dresden) war ein polnischer Adliger, Graf, Großgrundbesitzer und Politiker aus dem Adelsgeschlecht der Wielopolskis. Er war ab 1862 Führer der Regierung Kongresspolens, die dem russischen Zaren direkt unterstand.

## Leben
Wielopolski war konservativ, pro-russisch und strebte die Wiedergewinnung der 1831, nach dem gescheiterten Novemberaufstand, verlorenen Autonomie und die Emanzipation der Juden in Polen an. Er unternahm eine Bildungs- und Agrarreform. Die Bildungsreform umfasste den Bau neuer Schulen. Die neue „Hauptschule“ in Warschau (polnisch Szkoła Główna Warszawska) war die erste Hochschule im von Russland besetzten Teil Polens, die den Rang einer Universität erreichte. Die Agrarreform beinhaltete die Einführung des Mietzinses anstelle der Leibeigenschaft.
Sein Versuch, die polnisch-nationale Freiheitsbewegung unter den jungen Aktivisten zu begrenzen, indem er sie dem russischen Militärdienst für 15 Jahre preisgeben wollte, förderte den Ausbruch des Januaraufstands von 1863. Dadurch erzielte er den gegenteiligen Effekt, den er durch seine prorussische Politik eigentlich vermeiden wollte. Bei Zar Alexander II. in Ungnade gefallen, zog er sich verbittert und von allen Seiten angefeindet 1863 aus der aktiven Politik zurück und starb nach einer schweren Krankheit 1877 in Dresden.